# Steve Ott
Steven Bradley "Steve" Ott, född 19 augusti 1982 i Summerside, Prince Edward Island, är en kanadensisk före detta professionell ishockeyspelare och assisterande tränare i St. Louis Blues i NHL.
Han spelade under sin NHL-karriär för Montreal Canadiens, Detroit Red Wings, St. Louis Blues, Buffalo Sabres och Dallas Stars.
Ott vann Stanley Cup som assisterande tränare med St. Louis Blues säsongen 2018–19.

## Spelarkarriär

### NHL

#### Dallas Stars
Ott draftades i första rundan som 25:e spelare totalt i NHL-draften 2000.
Ott var främst känd för att vara en hårt arbetande forward, vilket kan ses på hans många utvisningsminuter. Hans offensiva spel ökade dock de sista säsongerna då han 2008–09 stod för 19 mål och 27 assist för totalt 46 poäng på 64 spelade matcher.

#### Buffalo Sabres
Han tradades den 2 juli 2012 till Buffalo Sabres tillsammans med Adam Pardy, i utbyte mot Derek Roy.
Den 1 oktober 2013 utsågs Sabres Ott och Thomas Vanek till lagkaptener för Sabres. Vanek var kapten när laget spelar hemmamatcher medan Ott agerade kapten när de spelar borta.

#### St. Louis Blues
Den 28 februari 2014 tradades han tillsammans med Ryan Miller till St. Louis Blues i utbyte mot Jaroslav Halák, Chris Stewart, William Carrier, ett draftval i första rundan i 2015 års draft och ett draftval i tredje rundan i 2016 års draft.

#### Detroit Red Wings
Den 1 juli 2016 skrev han på ett ettårskontrakt med Detroit Red Wings.

#### Montreal Canadiens
Den 1 mars 2017 tradades han till Montreal Canadiens i utbyte mot ett val i sjätte rundan i NHL-draften 2018 (som tradades vidare till Columbus Blue Jackets och blev Tim Berni).

## Tränarkarriär
Den 25 maj 2017 meddelade Ott officiellt att han avslutar sin karriär som spelare och återvände till St. Louis Blues som assisterande tränare.
Han vann Stanley Cup som assisterande tränare med St. Louis Blues säsongen 2018–19.

## Statistik

### Klubbkarriär
| 1999–00    | Windsor Spitfires  | OHL        | 66  | 23  | 39  | 62  | 131  | 12 | 3 | 5  | 8  | 21 |
| 2000–01    | Windsor Spitfires  | OHL        | 55  | 50  | 37  | 87  | 164  | 9  | 3 | 8  | 11 | 27 |
| 2001–02    | Windsor Spitfires  | OHL        | 53  | 43  | 45  | 88  | 178  | 14 | 6 | 10 | 16 | 49 |
| 2002–03    | Utah Grizzlies     | AHL        | 40  | 9   | 11  | 20  | 98   | —  | — | —  | —  | —  |
|            | Dallas Stars       | NHL        | 26  | 3   | 4   | 7   | 31   | 1  | 0 | 0  | 0  | 0  |
| 2003–04    | Dallas Stars       | NHL        | 73  | 2   | 10  | 12  | 152  | 4  | 1 | 0  | 1  | 0  |
| 2004–05    | Hamilton Bulldogs  | AHL        | 67  | 18  | 21  | 39  | 279  | 4  | 0 | 0  | 0  | 20 |
| 2005–06    | Dallas Stars       | NHL        | 82  | 5   | 17  | 22  | 178  | 5  | 0 | 1  | 1  | 2  |
| 2006–07    | Dallas Stars       | NHL        | 19  | 0   | 4   | 4   | 35   | 6  | 0 | 0  | 0  | 8  |
|            | Iowa Stars         | AHL        | 3   | 0   | 0   | 0   | 8    | —  | — | —  | —  | —  |
| 2007–08    | Dallas Stars       | NHL        | 73  | 11  | 11  | 22  | 147  | 18 | 2 | 1  | 3  | 22 |
| 2008–09    | Dallas Stars       | NHL        | 64  | 19  | 27  | 46  | 135  | —  | — | —  | —  | —  |
| 2009–10    | Dallas Stars       | NHL        | 73  | 22  | 14  | 36  | 153  | —  | — | —  | —  | —  |
| 2010–11    | Dallas Stars       | NHL        | 82  | 12  | 20  | 32  | 183  | —  | — | —  | —  | —  |
| 2011–12    | Dallas Stars       | NHL        | 74  | 11  | 28  | 39  | 156  | —  | — | —  | —  | —  |
| 2012–13    | Buffalo Sabres     | NHL        | 48  | 9   | 15  | 24  | 93   | —  | — | —  | —  | —  |
| 2013–14    | Buffalo Sabres     | NHL        | 59  | 9   | 11  | 29  | 55   | —  | — | —  | —  | —  |
|            | St. Louis Blues    | NHL        | 23  | 0   | 3   | 3   | 37   | 6  | 0 | 2  | 2  | 14 |
| 2014–15    | St. Louis Blues    | NHL        | 78  | 3   | 9   | 12  | 86   | 6  | 0 | 0  | 0  | 26 |
| 2015–16    | St. Louis Blues    | NHL        | 21  | 0   | 2   | 2   | 34   | 9  | 0 | 1  | 1  | 8  |
| 2016–17    | Detroit Red Wings  | NHL        | 42  | 3   | 3   | 6   | 63   | —  | — | —  | —  | —  |
|            | Montreal Canadiens | NHL        | 11  | 0   | 1   | 1   | 17   | 6  | 0 | 0  | 0  | 0  |
| NHL totalt | NHL totalt         | NHL totalt | 848 | 109 | 179 | 288 | 1555 | 61 | 3 | 5  | 8  | 80 |